# Сисанийски манастир
Сисанийският манастир „Свето Успение Богородично“ (на гръцки: Μοναστήρι της Κοιμήσεως της Θεοτόκου, Παναγίας Σισανίου) е православен манастир в село Сисани, Егейска Македония, Гърция.

## Местоположение
Манастирът е разположен на 2 km югозападно от Сисани, на отсрещния бряг на река Мирихос, до руините на бившия катедрален храм на Сисанийската епархия „Света Богородица“.

## История
Манастирът вероятно е построен върху руините на по-стар, тъй като археологически останки, открити около и под сегашния католикон, показват съществуването на по-стара сграда. Сегашният католикон се намира в южната част на манастирския комплекс и датира от втората половина на XVIII век. Вдясно от северния вход е взидана мраморна римска стела от 146 - 147 година с имената на атлети. Тя е открита от монаси в манастирското землище преди 1811 година. Четирите различно оформени мраморни колони (многоъгълна, цилиндрична с канелюри, квадратна и овална), които поддържат Светия олтар, също са втора употреба. Археологическите находки в района са неопровержими свидетели на разцвета на древния град.
Датата на основаването на манастира е исторически проблем, пряко свързан с разрушаването на древния град. Построяването на по-новата църква според ктиторски надпис в 1662 година или – по-вероятно – в 1762 година не показва първоначалното основаване на манастира, което трябва да е по-ранно. Изглежда църквата не е била построена първоначално като манастир. Първото споменавате за съществуването на манастира е бележката на Неофит II Сисанийски в Кондиката на митрополията през 1797 година за селото Сисани:
| „ | Χωρίον Σισάνιον ἐν ᾧ ἦν ποτὲ καὶ Μητρόπολις, ἤδη δὲ μοναστήριον τῆς ὑπεραγίας Θεοτόκου. Село Сисанион, някога митрополия, но вече манастир на Пресвета Богородица. | “ |

В същото време откриването на епископска църква от XI – XII век, непосредствено до манастира, показва възможна евентуална първоначална функция като параклис на митрополията. Към горните факти се добавя и ктиторският надпис в наоса, в който не се споменават монаси. Следователно, църквата трябва да е била построена приблизително в 1760 година на мястото на по-стара, която вероятно е била разрушена при второто разрушение на Сисани, и след 1762 и преди 1797 година е превърната в манастир.

### Ктиторски надпис
Запазеният ктиторски надпис е значително повреден, главно в централната и южната си част. Той е разположен на вътрешния трегер на входа на наоса. Текстът му е написан с черно върху почти бял хоросан и е поставен върху отворен свитък в хоризонтално разположение. Надписът е развит в пет реда с главни букви. Първите четири реда са с еднакъв размер на шрифта, докато последният е малко по-малък поради липса на място. Надписът има ударения и придихания, но е с няколко правописни грешки. В началото има кръст със същия размер като буквите. Текстът е следният:
| „ | Ἀνηγέρθη ̴ καὶ ἀνηστωρήθοι οὗτος ὁ θήος καὶ πάν(σεπ)τος ναὸς τῆς κοιμήσαιος106 τῆς ὑπερα- // γήας δαισπήνης ὑμῶν· Θαιοτόκου κὲ ἀηπαρθένου Μαρήας καὶ δηὰ συνδρομῆς· κόπον ταὶ κ[αὶ] // ἐξόδον τῶν τημηοτάτων καὶ εὐγενεστάτων ἀρχόντων ἐκ χόρας Σιάνη ̴ Κηρίο Κὴρ ̴ Πάντο ἡὸς Παίτρου108 κ[...] // Ἰωάνη, ἡὸς Μαβρουδῆ καὶ ἀρχηερατεύοντος τοῦ Πανηεροτάτου καὶ Λογηοτάτου Κηρήου Κηρήου Κὴρ ̴ Νηκηφόρου // Σησανίου ̴ κὲ ἡ εὑρισκόμενη ̴ Χρηστοηεραίος ̴ Ζισιηερέος ̴ Ἰωανιερέος ἔτη 1662 ̴ ἠενουαρήου -10. Издигна се и възстанови този божествен и всепочитан храм на мястото на Успението на Пресветата владичица наша Богородица и Дева Мария и с помощта и труда и разходите на най-почтените и благородни архонти от село Сиани ̴ Господин кир ̴ Пантос, син на Петрос и[...] Йоанис, син на Маврудис при архиерейството на Преосвещения и Най-почитаемия господин господин кир ̴ Никифор Сисанийски ̴ и при ̴ Христос йерей ̴ Зисис йерей ̴ Йоанис йерей година 1662 ̴ януари -10. | “ |

Надписът е изпълнен с правописни грешки, ударения и придихания са поставени, но неправилно. Надписът споменава имената на архонтите на Сисани, първосвещеника и някои свещеници, а не монаси, и следователно храмът трябва да е бил построен като енорийска църква или параклис, а не като манастирска.
Надписът споменава датата 1662 година, но тя е изписана отгоре с различен, по-силен цвят. Интервенцията е най-силна във втората цифра, която показва стотиците. Вероятно истинската дата е 1762 година. Ако църквата наистина е била построена през 1662 година, първосвещеникът щеше да бъде наричан θεοφιλέστατος, както е в надписа от „Преображение Господне“ в Дряново (1652), а не πανιερώτατος и λογιώτατος, тъй като в XVII век титлата на архиерея е само епископ, а не митрополит. Морфологичните елементи на църквата и техниката на нейните стенописи също показват, че това е църква от XVII век.
Надписът на починалите архиереи в нишата на проскомидията в светилището също допринася за правилното датиране на паметника. Имената са изброени според хронологичния ред на тяхното пастирство. По-конкретно, почитани са трима архиереи които са изпълнявали задълженията си в епархията. Надписът започва с първосвещеника, по чието време е построена църквата, а именно Никифор Охридчанин (1746 - 1769), следван от Кирил (1769 - 1792) и накрая Неофит (1792 - 1811). Следователно хронологията на надписа е свързана с годината на реконструкцията на църквата между 1762 - 1769 година, а не с по-ранна. Причините за намесата в хронологията и отлагането на строителството и историята век по-рано остават неизвестни. Много е вероятно промяната да е направена, за да се придаде древност и престиж на църквата. Може би оригиналната хронология е била написана с гръцки букви и по-късно коректорът я е написал с арабски цифри, като не я е разчел правилно.
Още от основаването си църквата е във връзка със светогорския манастир Ватопед.
По време на Гръцката въоръжена пропаганда в Македония манастирът е база на гръцките чети.
В 1970 година манастирът е обявен за паметник на културата.

## Описание

### Архитектура
Паметникът няма никаква черта, макар и опростена, от типологията на монашеските католикони, като купол, страничните ниши и така нататък. Това е еднокорабна базилика с дървен покрив, притвор и полукръгла апсида на изток. Църквата, вкопана наполовина в земята, показва всички характеристики на църквите от османския период: ниска височина, липса на прозорци и опростен външен вид. Двускатният покрив е претърпял морфологични промени с отварянето на четири светлинни отвора за осветяване на притвора и наоса.

### Иконостас
Иконостасът е обикновено дърво, изографисано с растителни и животински мотиви, като например дървените панели на вратите на къщите в Сятища в края на XVIII век. Царските икони са от зографа от Селица Георгиос Емануил, дар от игумена Теофан.
- Стенописи
- Стенописи
- Стенопис със Свети Георги
- Икона на Света Богородица от 1622 г.
- Стенописи